# Mindfulness (album)
Mindfulness – trzeci album studyjny polskiej piosenkarki Magdaleny Tul, wydany niezależnie w wersji cyfrowej 3 czerwca 2019, a w wersji fizycznej – pod koniec września 2019.
Za produkcję i skomponowanie płyty odpowiadają Kamil Karolak i Magdalena Tul, która jest też autorką tekstów do wszystkich piosenek.
Album promowany był singlami: „Closer” (a także jego polskojęzyczną wersją pt. „Bliżej”), „Va Banque” i „Move Forward”.

## Lista utworów
Opracowano na podstawie materiału źródłowego.
1. „Intro” – 0:43
2. „Mindfulness” – 3:23
3. „Hypnosis” – 4:32
4. „Mend the World” – 3:56
5. „Vacuum” – 3:22
6. „High or Low”[a] (gościnnie: JReal Da Realest) – 3:01
7. „Move Forward” – 3:11
8. „Closer” (gościnnie: Chesney Snow) – 4:48
9. „Va Banque”[b] – 2:46
10. „Outro” – 0:47
11. „Bliżej” – 4:50
12. „Va Banque” (Intro) – 1:09
13. „Va Banque” (Polska wersja) – 2:48

## Personel
Poniższy spis uwzględnia osoby zaangażowane w stworzenie albumu.
- Magdalena Tul – teksty, muzyka, produkcja
- Kamil Karolak – muzyka, produkcja, programowanie, perkusja, instrumenty perkusyjne, instrumenty klawiszowe
- Michał Milczarek – gitara
- Kamil Kukla – perkusja
- Piotr Ziarkiewicz – trąbka, aranżacja sekcji dętej
- Mariusz Mielczarek – saksofon
- Andrzej Rękas – puzon
- Kamila Karolak, Michał Rypień, Marek Hojda, Michał Nocny, Chris Aiken – realizacja nagrań
- Archie Shevsky, Marian Lech, Dave Pensado – miksowanie
- Andy Miles – mastering
- Arkadiusz Nawrocki, Wiesław Sałata – edycja wokali
- J Stuart Lund, Chris Aiken, Michał Rypień, Andrzej Pieczyński – doradztwo tekstowe